# Emmanuel Joseph Sieyès
Emmanuel Joseph Sieyès (3 tháng 3 năm 1748 – 20 tháng 6 năm 1836), hay còn được biết đến với biệt danh Giáo sĩ Sieyès (tiếng Pháp: [sjejɛs]), là một đạo hữu Công giáo, nhà chính trị và lý luận chính trị người Pháp. Ông là một trong những lý thuyết gia chủ yếu của Cách mạng Pháp, đóng vai trò nổi bật trong thời kì Tổng tài Pháp và Đệ nhất Đế chế Pháp. Tiểu luận năm 1789 mang tên Qu'est-ce que le tiers-état? (Đẳng cấp thứ ba là gì?) đã trở thành tuyên ngôn của Cách mạng, giúp chuyển đổi Hội nghị Quốc dân thành Quốc hội Pháp vào tháng Bảy 1789. Năm 1799, ông là người chủ mưu cuộc đảo chính ngày 18 tháng Sương mù (9 tháng 11 năm 1799), đưa Napoleon Bonaparte nắm quyền trong chế độ Tổng tài, mà ông từng đảm nhận vị trí Tổng tài thứ hai lâm thời. Ông cũng là người tạo nên thuật ngữ "sociologie" (xã hội học) trong một bàn thảo không được xuất bản, và có những cống hiến đáng kể cho khoa học tự nhiên mới sơ khai.